# Félix Mutarelli
Félix Mutarelli (n. San José de Mayo, Uruguay; 24 de septiembre de 1893-Buenos Aires, Argentina; ¿?) fue un director de teatro y primer actor cómico de radio, cine, teatro y televisión uruguayo nacionalizado argentino de larga trayectoria.

## Carrera
Iniciados en los albores de la época de oro del cine argentino, intervino con su comicidad característica tanto en las tablas como en la pantalla grande y radiofonías argentina.
En teatro integra la Compañía que encabezaba Paquito Busto y Olinda Bozán llamada "Catedral del Género Chico Criollo", dirigida por Pascual Carcavallo, junto a un elenco formado por Libertad Lamarque, Santiago Arrieta, Manolita Poli, Domingo Sapelli, Rosa Catá, José Otal, Gregorio Cicarelli, entre otros. Luego integra la compañía de la primera actriz María Luisa Notar. En la década del '50 y ya como director y actor, dirige "La Compañía de Comedias Cómicas" en La Plata, en el Teatro Odeón presenta obras junto a María Esther Podestá y conforma la Compañía de Sainetes junto a Marcelo Ruggero.Otras compañías que integró fue la de Carlos Brusa y la del Teatro Nacional.
En radio se le recuerda cuando en la década de 1930 junto a Blanca del Prado y Elena Lucena animaban los personajes de La culpa la tiene el fútbol, episodios cómicos de la novela radial de costumbres populares con libretos de Manuel Meaños.
En televisión actúa en 1961 en el Ciclo de teatro argentino.
Fue un actor de singular vis cómica, el cual, a base de una labor empeñosa y entusiasta, ha llegado a polarizar preferencias del público.

## Filmografía
- 1928: El viejo tango.
- 1937: Los locos del cuarto piso.
- 1940: ¿Dónde está tu mujer?.[3]
- 1963: Allá donde el viento brama.[4]

## Radio
- 1930:La hora del buen humor, emitido por LS9 Radio La Voz hizo junto al animador y periodista Ángel Victor Grassi.[5]
- 1939: Genovevo Pluma al Vento y su consorte. junto a Malvina Pastorino.
- 1939: Gran Pensión El Campeonato, por Radio Belgrano, en el papel de "Pedrín, el fainero" (personaje representativo de Boca Juniors), junto a Antonia Volpe, Marianito Bauzá, Roberto Fugazot, Tino Tori, Carlos Castro "Castrito", Totón Podestá y Zelmar Gueñol. Auspiciado por Jabón Federal y dirigido por Tito Martínez del Box.[6]

## Teatro
- Corrales viejos (Parque Patricios) (1900).
- El cancionero popular (1900).
- Los reos somos así, casi todas (1900).[7]
- Se casa el negro Rancagua (1924), de Alberto Novión.
- La casa de barro (1924), de Antonio Saldías.
- El daño (1925), de Oscar Beltrán.
- Babilonia (1925), de Armando Discépolo.
- El organito (1925)
- Donde cantan los zorzales (1926), de Alberto Vacarezza.
- El bandoneón (1926)
- El conventillo de la paloma (1930)
- Sonaste, 1932  y Buenos Aires esté seco (1932), ambas con un elenco conformado por Rosita Contreras, Cleo Palumbo, Mary Lamas, Gladys Rizza, Carlos Dux, Pedro Quartucci y Héctor Quintanilla.[8]
- Abajo las polleras (1933), junto a Carlos Morganti, Antonia Volpe, Gloria Faluggi y Manolita Poli.
- La pícara almacenera (1941), estrenada en el Teatro Liceo con Pierina Dealessi, Carlos Morganti, Nélida Franco, Paquita Vehil, Roberto García Ramos y Cayetano Biondo.
- Con la música en el alma (1949), estrenada en el Teatro Casino.[9]
- Sangre de chacarero (1950), original de Juan Carlos Chiappe.
- Viejo Discepolín
- Miguelito Faringola Boxeador por Carambola (1953), junto a José Marrone, Juanita Martínez, Pepita Muñoz y Oscar Valicelli.
- El general rajó al amanecer, de Germán Ziclis e Ivo Pelay.
- Las historias regocijantes de dos pobres estudiantes, en una dupla con Tino Tori.